# 大分県道657号池田大原線
大分県道657号池田大原線（おおいたけんどう657ごう いけだおおはるせん）は、大分県豊後大野市を通る一般県道である。

## 概要
豊後大野市朝地町池田から豊後大野市大野町大原に至る。
国道442号大分方面から大分県道57号竹田犬飼線へのショートカットとなる路線だが、朝地町内は狭隘区間がある。

### 路線データ
- 起点：大分県豊後大野市朝地町池田[1]（国道442号交点）
- 終点：大分県豊後大野市大野町大原[1]（大分県道57号竹田犬飼線交点）

## 歴史
- 1997年（平成9年）4月1日 - 大分県告示第450号により池田大原線として路線認定[2]。

## 地理

### 通過する自治体
- 豊後大野市

### 交差する道路
| 交差する道路            | 交差する場所 | 交差する場所 |
| ----------------------- | ------------ | ------------ |
| 国道442号               | 朝地町池田   | 起点         |
| 国道57号 / 大野竹田道路 | 大野町桑原   | [ 注釈 1 ]   |
| 大分県道57号竹田犬飼線  | 大野町大原   | 終点         |

### 沿線
- 市万田川
- 朝倉文夫記念館
- 門上神社